# Импактное событие
Импактное событие (англ. impact — «удар, столкновение») — столкновение крупного метеорита, астероида, кометы или иного небесного тела с Землёй или другой планетой или спутником. На месте такого столкновения, как правило, образуется кратер. Импактные события могут быть весьма разрушительны, так как способны вызвать пожар, землетрясение или цунами. По некоторым теориям, именно крупнейшие импактные события стали причиной массовых вымираний. Импактные события преобразуют горные породы в процессе, называемом импактным, или ударным метаморфизмом. С этим процессом связаны некоторые месторождения полезных ископаемых, к примеру, залежи меди и никеля в кратере Садбери и золотоносные породы гор Витватерсранд.

## Ущерб от столкновения с небесным телом
Основные поражающие факторы падающих небесных тел:
- Ударная волна в атмосфере при взрыве объекта на небольшой высоте, аналогичная ударной волне при ядерном взрыве.
- Ударная волна в земной коре — при падении астероида достаточно крупного размера атмосфера не сможет погасить его огромную скорость. Например, скорость астероида Апофис составляет 30,728 км/с. При массе этого же астероида 2,7·1010 кг его кинетическая энергия составляет 2,4·1019 Дж. Для сравнения энергия ядерной бомбы, сброшенной на Хиросиму, составляет 1014 Дж. Такой удар вызовет значительное землетрясение.
- В случае падения в океан возникнет цунами.
- Резкое похолодание — падение крупного тела вызовет выброс в атмосферу кубокилометров породы, которая поднимется в стратосферу и значительно сократит количество солнечной энергии, достигающей Земли. После падения начнутся пожары, которые усугубят ситуацию. Последствия аналогичны вулканической зиме, примером которой может служить извержение вулкана Тамбора в 1815 году.

Степень опасности от околоземных объектов различна и оценивается по некоторым методикам в зависимости от их размеров, минимальных расстояний сближения с Землёй и вероятности столкновения с ней.
Крупные космические объекты, диаметр которых составляет более километра, грозят человечеству явной глобальной катастрофой в случае столкновения с Землей. Несколько меньшие астероиды (такие как 325-метровый Апофис и 270-метровый 2007 TU24) способны вызвать несколько меньшие по масштабам последствия. Судя по геологическим данным (разведано несколько сотен ударных кратеров), столкновения с крупными небесными телами в истории нашей планеты случались многократно. Падением одного крупного метеорита некоторые учёные объясняют массовое пермское вымирание, произошедшее около 250 миллионов лет назад. Другой метеорит, по гипотезе Луиса Альвареса, привёл к вымиранию динозавров. Согласно позднедриасовой импактной гипотезе, причиной похолодания в позднем дриасе, вызвавшем прекращение производства каменных орудий культуры Кловис в Северной Америке и каменных артефактов индустрии Робберга (Robberg industry) позднего каменного века (LSA) в Южной Африке, было падение метеорита или кометы.
Сравнительно меньшие объекты также представляют серьёзную угрозу Земле, поскольку ударная волна и нагрев при падении вблизи населённых пунктов могут привести к значительным разрушениям, соизмеримым с поражением от атомного взрыва. Падение Тунгусского метеорита в 1908 году не вызвало столь разрушительных последствий лишь потому, что он упал в ненаселённый район.
В 2013 году в результате взрывной волны, образовавшейся при падении метеорита на Челябинск, пострадали более тысячи человек, были выбиты стёкла в значительной части зданий Челябинска.
С начала 1990-х годов данной проблеме уделяют всё большее внимание в различных странах мира. Наряду с проведением специальных научно-технических конференций, эти вопросы рассматривались Организацией Объединённых Наций (1995 год), Палатой лордов Великобритании (2001 год), в Конгрессе США (2002 год) и Организацией экономического сотрудничества и развития (2003 год). Принят ряд постановлений и резолюций по данной проблеме, важнейшей из которых является Резолюция 1080 «Об обнаружении астероидов и комет, потенциально опасных для человечества», принятая в 1996 году Парламентской ассамблеей Совета Европы.
Так как плотность населения Земли и количество создаваемых людьми потенциально опасных объектов (атомные электростанции, химические комбинаты) растут, то риск катастрофических последствий от падения даже небольших небесных тел будет только возрастать.

## Физико-химические основы процессов, протекающих при столкновении небесных тел
Физико-химические основы процессов, протекающих при столкновении небесных тел при наличии хотя бы на одном из них (на большем по размеру и массе) плотной атмосферы
Взрывное дробление метеороида, в плотной газовой атмосфере (приводящее к образованию атмосферных ударных волн) вызывается тепловыми напряжениями при его аэродинамическом нагреве и напряжениями в материале при торможении. В качестве противоположного примера можно привести атмосферу Марса, которая разреженна и в которой этот механизм почти не работает и многие малые небесные тела разрушаются только при взаимодействии с твёрдой поверхностью.

## Импактное событие в культуре
Фильмы
- Армагеддон
- Столкновение с бездной
- Метеор
- Звёздный десант
- Меланхолия
- Последние часы
- Гренландия
- Пятый элемент
- Не смотрите наверх
- Твоё имя

Компьютерные игры
- Arx Fatalis
- The Dig
- SOMA
- Rage
- Морские титаны

Литература
- «Луна — суровая хозяйка»